# Corapipo altera
El saltarín gorjiblanco occidental (Corapipo altera), también conocido como saltarín de barba blanca, saltarín gorgiblanco (en Nicaragua)  o saltarín occidental (en Colombia), es una especie de ave paseriforme de la familia Pipridae, una de las tres pertenecientes al género Corapipo. Es nativo de América Central y del extremo noroeste de América del Sur.

## Distribución y hábitat
Se distribuye por la pendiente caribeña desde el este de Honduras hacia el sur, por Nicaragua, y también por la pendiente del Pacífico desde el sur de Costa Rica y Panamá, hasta el noroeste de Colombia.
Es una especie común en las tierras bajas y colinas, se reproduce principalmente entre los 400 y 600 m de altitud en la vertiente del Caribe y hasta los 1500 m en la del  Pacífico. Desciende a las tierras bajas en la temporada de lluvias, siendo un caso conocido de migrante altitudinal.

## Comportamiento
Un estudio realizado en Costa Rica descubrió que el saltarín de barba blanca parece haber mantenido una conectividad genética importante a pesar de la fragmentación del hábitat. Esto sugiere que los saltarines no tienen problemas para dispersarse a través de hábitats fragmentados fuera del bosque.

### Alimentación
Se alimenta principalmente de bayas y de algunos insectos. Forma grupos en sus áreas de reproducción, pero en las tierras bajas es más solitario, aunque puede unirse a las tangaras y otras especies que se alimentan en bandadas mixtas.

### Reproducción
Al igual que otros saltarines, esta especie tiene un ritual de apareamiento fascinante en un lek comunal. De tres a cuatro machos descienden de uno en uno en un tronco caído cubierto de musgo, volando en un aleteo lento, con la cola erguida y expandiendo la gorguera, dando pequeños saltos como si el tronco estuviera electrizado, luego deja su lugar a otro macho.

## Sistemática

### Descripción original
La especie C. altera fue descrita por primera vez por el ornitólogo austríaco Carl Eduard Hellmayr en 1906 bajo el nombre científico de subespecie Corapipo leucorrhoa altera, la localidad tipo es «Carrillo, Costa Rica.»

### Etimología
El nombre genérico femenino «Corapipo» se compone de la palabra del griego «korax, korakos» que significa ‘cuervo’ (por el color negro) o «korē» que significa ‘ninfa’, ‘títere’; y de la palabra del latín moderno  «pipo» que es la designación genérica de los saltarines; y el nombre de la especie, «altera» en latín significa ‘segundo’, ‘próximo’, ‘otro’.

### Taxonomía
Considerada por algunos autores como conespecífica con Corapipo leucorrhoa, principalmente con base en las similitudes de vocalización y pequeñas diferencias de plumaje.

### Subespecies
Según las clasificaciones del Congreso Ornitológico Internacional (IOC) y Clements Checklist/eBird, se reconocen dos subespecies, con su correspondiente distribución geográfica:
- Corapipo altera altera Hellmayr, 1906 - este de Honduras (Olancho), por Nicaragua, hasta el noroeste de Costa Rica.
- Corapipo altera heteroleuca Hellmayr, 1910 - suroeste tropical de Costa Rica, por Panamá hasta el noroeste de Colombia (Chocó).